# 青沼茜雲
青沼 茜雲（あおぬま せいうん、1935年8月21日 - 2021年3月31日）は、福岡県出身の日本の洋画家。本名、青沼茂男。福岡教育大学卒業後、石橋美術館学芸員補を経て高校教員となる。サロン・ドートンヌ会員。ノーベル財団認定作家。

## 経歴
- 1967年 日本美術展覧会入選
- 1983年 サロン・ドートンヌ会員に推挙される。
- 1986年 文部省議員会館、総理大臣油絵収蔵
- 1992年 国際芸術文化賞受賞、日仏国際芸術賞受賞
- 1996年 アトランタ絵画展金賞受賞
- 1997年 カンヌ美術展欧日芸術振興賞受賞
- 2003年 世界芸術遺産認定作家大賞受賞、ルーヴル美の革命展グランプリ大賞受賞、フィレンツェ・コンスタンツァ・デ・メディチ芸術褒章受章、ワールドコンテストエスペラント大賞受賞
- 2004年 ギリシャオリンピック アワードオブジアポロ大賞受賞、アートオリンピック審査員特別賞受賞
- 2005年 The Best Artist of Ther Year in the world認定（美術評論家佃堅輔・エド・マコーマックより推挙）
- 2006年 ノーベル財団認定作家となる。
- 2008年 北京オリンピック世界芸術競技 昇龍賞・審査員特別賞受賞
- 2010年 殿堂芸術金華賞受賞[要説明]